# Bon Voyage (film, 2003)
Pour les articles homonymes, voir Bon voyage.
Pour plus de détails, voir Fiche technique et Distribution.
Bon Voyage est un film français de Jean-Paul Rappeneau, sorti en 2003.
Le film débute en juin 1940. Frédéric rêve de devenir écrivain. Accusé d'un crime qu'il n'a pas commis, il s'évade bientôt de prison avec l'aide d'un petit voyou qu'il suit jusqu'à Bordeaux. Le jeune homme devra choisir entre une célèbre actrice et une étudiante passionnée, entre les politiques et les voyous, entre collaboration et Résistance, entre l'insouciance et l'âge adulte.

## Synopsis
Avant la Seconde Guerre mondiale, Frédéric Auger, un jeune écrivain, reçoit un appel de son amour de jeunesse, Viviane Denvers, devenue une star du cinéma français. Elle le supplie de venir chez elle le plus rapidement possible. Une fois sur place, il découvre un cadavre près de son canapé. La grande actrice lui explique que l'homme est tombé du balcon de sa chambre. Encore amouraché, Frédéric accepte de faire disparaître le corps en le jetant dans un cours d'eau, mais par malheur sa voiture heurte une borne d'appel de police secours. Après la découverte du corps par la police, il est envoyé en prison ; son avocat, tout juste mobilisé, lui annonce que la victime est morte d'un coup de revolver.
Quelque temps plus tard, en juin 1940, alors que les Allemands s'approchent de Paris, la prison est évacuée et Frédéric Auger, avec l'aide de Raoul, s'échappe. Dans le dernier train partant pour Bordeaux, ces deux derniers font la connaissance de Camille, étudiante au Collège de France. Elle et le professeur Kopolski tentent tout pour protéger le stock d'eau lourde en leur possession, afin d'éviter qu'il ne tombe entre les mains des Allemands. Pendant ce temps, Frédéric s'aperçoit que Viviane est à Bordeaux, et qu'elle a une liaison avec Jean-Étienne Beaufort, le ministre de l'Intérieur.
Avec la pagaille qui règne à Bordeaux, le professeur n'obtient pas les papiers nécessaires pour expédier l'eau lourde en Angleterre. C'est alors que Camille, voyant Frédéric avec Viviane, lui demande s'il peut faire en sorte d'obtenir un rendez-vous entre le professeur et le ministre de l'Intérieur. Mais lors du déjeuner, Frédéric est reconnu par le neveu de la victime de Viviane, qui le poursuit.
La voiture transportant l'eau lourde est saisie par la police, mais grâce à Raoul, les protagonistes réussissent à mettre la voiture en lieu sûr, chez la logeuse de Raoul et Frédéric. Ce dernier, après s'être disputé avec Camille, sympathise avec elle et, grâce à des Anglais croisés ce soir-là soir dans un bar, Raoul et lui trouvent un bateau pour l'Angleterre. Frédéric doit emmener le professeur et Camille à Soulac, pour l'embarquement, mais Viviane arrive, accompagnée d'un journaliste suisse. C'est finalement Raoul qui les conduit, mais le journaliste est en réalité un espion allemand. Frédéric part rejoindre Raoul pour les prévenir, mais les Allemands ont déjà capturé le professeur et Camille.
Avec l'aide de Frédéric, Raoul réussit à tuer les espions allemands. Celui-ci étant blessé, c'est Frédéric qui poursuit la route vers Soulac et prend le bateau avec le professeur vers l'Angleterre sans Camille.
Deux ans plus tard, Frédéric revient en France dans un Paris occupé saluer Camille, qui lui apprend qu'elle fait maintenant partie de la Résistance. Assis à la terrasse d'un café, la police arrivant pour effectuer des contrôles d'identité, ils s'enfuient, se réfugient dans un cinéma et, pour se cacher d'un des hommes à leur poursuite, ils s'embrassent. Finalement, leur baiser continue avec, projeté dans la salle, un film avec Viviane Denvers.

## Fiche technique
Sauf indication contraire, les informations mentionnées dans cette section peuvent être confirmées par les bases de données cinématographiques IMDb et Allociné,  présentes dans la section « Liens externes ».
- Titre : Bon Voyage
- Réalisation : Jean-Paul Rappeneau
- Scénario : Jean-Paul Rappeneau, Patrick Modiano
- Adaptation : Jérôme Tonnerre, Jean-Paul Rappeneau, Gilles Marchand, Julien Rappeneau
- Décors : Jacques Rouxel
- Costumes : Catherine Leterrier
- Photographie : Thierry Arbogast
- Montage : Maryline Monthieux
- Musique : Gabriel Yared
- Production : Laurent Pétin, Michèle Pétin
- Sociétés de production : ARP Sélection, France 2 Cinéma (co-production), France 3 Cinéma (co-production), Canal+ (participation), Région Ile-de-France (support)
- Budget : 23,6[1] ou 24,15 ou 27,27[2] millions d'euros
- Pays de production :  France
- Format : couleurs - 35 mm - 2,35:1 - DTS
- Genre : comédie dramatique, historique
- Durée : 114 minutes
- Visa : n° 105671
- Dates de sortie :
  - France : 16 avril 2003
  - Belgique : 17 septembre 2003
  - Royaume-Uni : 14 mai 2004
  - États-Unis : 21 mai 2004

## Distribution
- Isabelle Adjani : Viviane Denvers, actrice
- Virginie Ledoyen : Camille, assistante du professeur Kopolski
- Yvan Attal : Raoul, petit délinquant amoureux de Camille
- Grégori Derangère : Frédéric Auger, écrivain, ami d'enfance et amoureux de Viviane
- Gérard Depardieu : Jean-Étienne Beaufort, le ministre de l'Intérieur, compagnon de Viviane
- Peter Coyote : Alex Winckler, faux journaliste et espion allemand
- Jean-Marc Stehlé : le professeur Kopolski, savant juif apatride réfugié en France
- Aurore Clément : Jacqueline de Lusse
- Xavier de Guillebon : Brémond
- Édith Scob : Mme Arbesault, logeuse de Frédéric et Raoul
- Michel Vuillermoz : Monsieur Girard, assistant du professeur Kopolski
- Nicolas Pignon : André Arpel, ancien compagnon de Viviane
- Nicolas Vaude : Thierry Arpel, neveu d'André
- Pierre Diot : Maurice, le gardien du studio de cinéma à Paris
- Pierre Laroche : l'érudit
- Catherine Chevalier : fille de l'érudit
- Morgane Moré : petite-fille de l'érudit
- Olivier Claverie : Maître Vouriot
- Wolfgang Pissors : agent secret au feutre gris
- Jacques Pater : Albert de Lusse
- Vincent Nemeth : le maître d'hôtel
- Benjamin Bellecour : le garçon d'étage
- Marie-Armelle Deguy : la mondaine
- Marie-Christine Orry : la vendeuse de gants et de chapeaux
- Serpentine Teyssier : la secrétaire de Beaufort
- Christian Drillaud : un parlementaire
- Ambre Rochard : la petite fille

## Production

### Choix des interprètes
À l'origine, Sophie Marceau, Audrey Tautou et Rupert Everett étaient pressentis pour les rôles de Viviane Denvers, de Camille et de Alex Winckler. Sophie Marceau étant en maternité lors du tournage, elle n'a pas pu y participer.

### Tournage
Le tournage s'est déroulé du 17 juin au 28 octobre 2002.

#### Lieux de tournage
Sauf indication contraire, les informations mentionnées dans cette section peuvent être confirmées par la base de données cinématographiques IMDb,  présente dans la section « Liens externes ».
- à Paris
  - au lycée Jacques Decour
- à Bordeaux
- en Allier :   
  - à Vichy : 
    - Aletti Palace Hotel[4]
- en Saône-et-Loire : 
  - à Autun : 
    - Prison circulaire d'Autun, Place Saint-Louis

- Landes : 
  - Forêt landaise aux environs de Mimizan

### Bande originale
La bande originale a été composée par Gabriel Yared, son CD est disponible en vente depuis le 3 juin 2003. Durant des mois, Rappeneau et Yared ont discuté de la musique, qui a été enregistrée aux Studios Abbey Road avec les 300 musiciens de l'Orchestre symphonique de Londres dirigé par le chef d'orchestre Harry Rabinowitz (en).
| Liste des titres | Liste des titres   | Liste des titres                | Liste des titres | Liste des titres | Liste des titres | Liste des titres | Liste des titres | Liste des titres | Liste des titres |
| No               | Titre              | Artistes                        | Durée            |                  |                  |                  |                  |                  |                  |
| ---------------- | ------------------ | ------------------------------- | ---------------- | ---------------- | ---------------- | ---------------- | ---------------- | ---------------- | ---------------- |
| 1.               | Ouverture          | Gabriel Yared                   | 1:58             |                  |                  |                  |                  |                  |                  |
| 2.               | Film 1939          | Gabriel Yared                   | 1:44             |                  |                  |                  |                  |                  |                  |
| 3.               | Romance Viviane    | Gabriel Yared                   | 1:55             |                  |                  |                  |                  |                  |                  |
| 4.               | Complices          | Gabriel Yared                   | 3:29             |                  |                  |                  |                  |                  |                  |
| 5.               | Arrivée à bordeaux | Gabriel Yared                   | 1:41             |                  |                  |                  |                  |                  |                  |
| 6.               | Crazy fred         | Gabriel Yared                   | 2:21             |                  |                  |                  |                  |                  |                  |
| 7.               | Faux semblants     | Gabriel Yared                   | 2:02             |                  |                  |                  |                  |                  |                  |
| 8.               | Tendres complices  | Gabriel Yared                   | 2:52             |                  |                  |                  |                  |                  |                  |
| 9.               | Lourde menace      | Gabriel Yared                   | 3:08             |                  |                  |                  |                  |                  |                  |
| 10.              | Quatuor            | Gabriel Yared                   | 2:55             |                  |                  |                  |                  |                  |                  |
| 11.              | Grand départ       | Gabriel Yared                   | 4:57             |                  |                  |                  |                  |                  |                  |
| 12.              | Seule dans la nuit | Gabriel Yared                   | 3:06             |                  |                  |                  |                  |                  |                  |
| 13.              | Route dangereuse   | Gabriel Yared                   | 2:19             |                  |                  |                  |                  |                  |                  |
| 14.              | La plage           | Gabriel Yared                   | 1:43             |                  |                  |                  |                  |                  |                  |
| 15.              | Prise au piège     | Gabriel Yared                   | 1:24             |                  |                  |                  |                  |                  |                  |
| 16.              | Film 1942          | Gabriel Yared                   | 2:28             |                  |                  |                  |                  |                  |                  |
| 17.              | Bon voyage         | Gabriel Yared & Isabelle Adjani | 2:51             |                  |                  |                  |                  |                  |                  |
| 42:53            |                    |                                 |                  |                  |                  |                  |                  |                  |                  |

## Distinctions

### Récompenses
- Festival du film romantique de Cabourg 2003 : Prix du meilleur réalisateur
- César 2004 : Meilleure photographie, meilleurs décors (Jacques Rouxel) et meilleur jeune espoir masculin (Grégori Derangère)

### Nominations
- César 2004 : Meilleurs costumes (Catherine Leterrier), meilleur réalisateur, meilleur montage, meilleur film, meilleure musique originale, meilleur son (Pierre Gamet, Jean Goudier et Dominique Hennequin), meilleur second rôle masculin (Yvan Attal) et meilleur scénario

## Analyse

### Erreurs et incohérences
- Quand Camille sort du Collège de France avec ses camarades en avril 1942, la statue en pierre représentant Claude Bernard réalisée par Raymond Couvègnes est visible. C'est un anachronisme, car en 1942, le piédestal était vide. La statue originale en bronze, réalisée par Eugène Guillaume, érigée en 1886 avait été déboulonnée en 1941 et expédiée à la fonte, dans le cadre de la mobilisation des métaux non ferreux. La statue de remplacement n'a été érigée qu'en 1946.

## Autour du film
- Le découpage du film comporte plus de 1 400 plans[3].
- Le personnage du Professeur Kopolski est inspiré du physicien français d'origine russe Lew Kowarski, qui réussit à transférer le stock français d'eau lourde de Bordeaux vers l'Angleterre le 19 juin 1940. Frédéric Joliot-Curie et lui avaient fait venir ce stock de Norvège fin mars 1940.